# Sahurs
Sahurs är en kommun i departementet Seine-Maritime i regionen Normandie i norra Frankrike. Kommunen ligger i kantonen Grand-Couronne som tillhör arrondissementet Rouen. År 2022 hade Sahurs 1 226 invånare.

## Befolkningsutveckling
Antalet invånare i kommunen Sahurs
| Referens: INSEE |